# Masami Teraoka
Masami Teraoka (寺岡政美 Teraoka Masami?,  Onomichi, 1936) es un artista de origen japonés establecido en los Estados Unidos. Su trabajo incluye desde xilografías influenciadas por Ukiyo-e a pinturas en acuarela y óleo. Sus obras se encuentran expuestas en más de cincuenta colecciones por todo el mundo.

## Biografía
Teraoka nació en 1936 en la ciudad de Onomichi, situada en la prefectura de Hiroshima. Entre 1954 y 1959 cursó estudios en la Universidad Kwansei Gakuin de Kobe, Japón, donde recibió su B.A. en estética. En 1961 se mudó a los Estados Unidos. De 1964 a 1968 asistió y se graduó del Otis Art Institute, ahora el Otis College of Art and Design, en Los Ángeles. Las primeras acuarelas de Teraoka son de comienzos de la década de 1970 y estuvieron muy influidas por el género Ukiyo-e. La temática de sus obras abarca cuestiones como la americanización de la cultura japonesa, el VIH, el matrimonio homosexual, los escándalos sexuales, etc. Desde sus primeros tiempos el género Ukiyo-e ha ejercido una gran influencia sobre muchos de sus trabajos.